# Condado de Nottoway
O Condado de Nottoway é um dos 95 condados do estado americano de Virgínia. A sede do condado é Nottoway, e sua maior cidade é Nottoway. O condado possui uma área de 819 km² (dos quais 4 km² estão cobertos por água), uma população de 15 725 habitantes, e uma densidade populacional de 19 hab/km² (segundo o censo nacional de 2000). O condado foi fundado em 1789.